# Kronborg Amt
Kronborg Amt blev oprettet i 1662 af den nordlige del af det tidligere Kronborg Len. Amtet bestod af herrederne 
- Holbo
- Lynge-Kronborg (kun den nordlige halvdel)

Amtet blev nedlagt ved reformen af 1793, hvorefter hele området indgik i Frederiksborg Amt.

## Amtmænd
- 1662 – 16??: Eiler baron Holck
- 1690 – 1697: Eggert Christopher von Knuth
- 1697 – 1717: Johan Otto Raben
- 1771 – 1793: Eggert Christopher von Knuth